# Río Puela
Der Río Puela ist ein 16 km (einschließlich Quellflüssen 33 km) langer rechter Nebenfluss des Río Chambo in der Provinz Chimborazo in Zentral-Ecuador.

## Flusslauf
Der Río Puela entwässert einen Teil der Westflanke der Cordillera Real. Er entsteht am Zusammenfluss von Río Naranjal und Río Laurel südöstlich des Vulkans Tungurahua. Der Río Puela fließt in überwiegend westlicher Richtung entlang der Südflanke des Tungurahua. Der Río Puela mündet schließlich in den nach Norden strömenden Río Chambo, 17,5 km oberhalb dessen Vereinigung mit dem Río Patate zum Río Pastaza. 1,3 km oberhalb der Mündung überquert die Fernstraße E490 (Riobamba–Ambato) den Río Puela.

## Hydrologie
Das Einzugsgebiet des Río Puela erstreckt sich zwischen den Vulkanen Tungurahua im Norden und El Altar im Süden. Es umfasst eine Fläche von 230 km². Der mittlere Abfluss etwa 9 km oberhalb der Mündung beträgt 17,6 m³/s.